# Ananke (Mond)
Ananke (auch Jupiter XII) ist einer der äußeren Monde des Planeten Jupiter.

## Entdeckung
Ananke wurde am 28. September 1951 von dem Astronomen Seth Barnes Nicholson am Mount-Wilson-Observatorium in Kalifornien entdeckt.
Benannt wurde der Mond nach Ananke, einer Geliebten des Zeus aus der griechischen Mythologie. Seinen offiziellen Namen erhielt er 1975. Vorher wurde er als Jupitermond XII bezeichnet, da er der zwölfte entdeckte Mond des Planeten war.

## Bahndaten
Ananke umkreist Jupiter in einem mittleren Abstand von 21,28 Mio. km in 629 Tagen, 18 Stunden und 29 Minuten. Die Bahn weist eine Exzentrizität von 0,2435 auf. Mit einer Neigung von 148,9° gegen die lokale Laplace-Ebene ist die Bahn retrograd, das heißt, der Mond bewegt sich entgegen der Rotationsrichtung des Jupiters um den Planeten.
Ananke ist die Namensgeberin einer Gruppe von Monden, die sich auf ähnlichen Bahnen um Jupiter bewegen. Die Ananke-Gruppe umfasst acht bis sechzehn Monde, wobei Ananke das größte Mitglied ist. Aufgrund der Bahndaten geht man davon aus, dass es sich bei der Ananke-Gruppe um Überreste eines zerbrochenen Mondes handelt.

## Physikalische Daten
Ananke hat einen mittleren Durchmesser von etwa 28 km. Ihre Dichte wird auf 2,6 g/cm³ geschätzt. Sie ist vermutlich überwiegend aus silikatischem Gestein aufgebaut. Ananke hat eine sehr dunkle Oberfläche mit einer Albedo von 0,06. Ihre scheinbare Helligkeit beträgt 19,1m.